# Pubblicità abusiva
La pubblicità abusiva è l'insieme dei cartelloni infissi in edifici senza il consenso del proprietario di essi.

## Fenomeno
La pratica consiste soprattutto nell'affiggere annunci in spazi pubblicitari vuoti e muri affacciati sulle strade. Questo fenomeno, quasi inesistente nei paesi sviluppati, è invece molto comune in Africa, Asia, America Latina, Italia e Oceania; dove non esistono regolamentazioni stringenti sulla pubblicità e quindi sfruttano questa pratica col vantaggio immediato di non pagare le relative tasse comunali. In Italia il fenomeno è molto diffuso, ad esempio Trani è chiamata "Terra di cartelli", per la gran diffusione di spazi pubblicitari abusivi.

## Aspetti legali
In Italia la pubblicità abusiva è secondo dall'art.23 comma 1 del Decreto Legislativo 285/1992 che dice:"Lungo le strade o in vista di esse è vietato collocare insegne, cartelli, manifesti, impianti di pubblicità o propaganda, segni orizzontali reclamistici, sorgenti luminose, visibili dai veicoli transitanti sulle strade, che per dimensioni, forma, colori, disegno e ubicazione possono ingenerare confusione con la segnaletica stradale, ovvero possono renderne difficile la comprensione o ridurne la visibilità o l'efficacia, ovvero arrecare disturbo visivo agli utenti della strada o distrarne l'attenzione con conseguente pericolo per la sicurezza della circolazione; in ogni caso, detti impianti non devono costituire ostacolo o, comunque, impedimento alla circolazione delle persone invalide. Sono, altresì, vietati i cartelli e gli altri mezzi pubblicitari rifrangenti, nonché le sorgenti e le pubblicità luminose che possono produrre abbagliamento. Sulle isole di traffico delle intersezioni canalizzate è vietata la posa di qualunque installazione diversa dalla prescritta segnaletica.Coloro che violano codesto articolo sono sanzionati dall'articolo 23 comma 11 del Codice della Strada che stabilisce una sanzione pecuniaria che va da 422 a 1695 euro.